# Капела светог Симеона Столпника (Печуј)
Капела светог Симеона Столпника је један од православних храмова Српске православне цркве у Печују (мађ. Pécs). Црква припада Будимској епархији Српске православне цркве.
Црква је посвећена светом великомученику Димитрију.

## Историјат
После Ракоцијеве буне у Мађарској живот српског народа се мења, и они напуштају Печуј. Крајем 19. века се почињу поново досељавати, али њихов број није био велик. Идеја о оснивању црквене општине и о подизању храма јавља се већ почетком 20. века. Тек 1939. године долази до оснивања српске православне црквене општине и до уређања капеле. Од тог времена па све до 2015. године Капела Симеона Столпника окупљала је све православне у Печују. 
У периду од 1939. до 2015. године, у Печују је постојала српска православна црквена општина и капела Св. Симеона Столпника.
Капела се налазила у преуређеној кући и отворена је 1949. године. Али не задуго, јер је ускоро национализована. Враћена је верницима тек 1998. године.
Капела светог Симеона Столпника у Печују је парохија Архијерејског намесништва мохачког чији је Архијерејски намесник Јереј Зоран Живић. Администратор парохије је Јереј Милан Ерић.